# Morris Ginsberg
Morris Ginsberg, född 14 maj 1889 i Kelmė i nuvarande Litauen, död 31 augusti 1970, var en sociolog verksam i Storbritannien. Mellan 1942 och 1943 var han ordförande för Aristotelian Society och han medverkade 1950 till författandet av Unescos tillkännagivande The Race Question. Han var med och startade British Sociological Association 1951 och blev dess första ordförande (1955-1957).

## Biografi
Ginsberg föddes i Kelmė (eller Kelmy), en liten stad i provinsen Kovno i nuvarande Litauen (i dåvarande Ryssland). Han fick en utbildning som ansågs god mätt efter behoven hos en liten, isolerad och kraftigt religiös gemenskap; hans kunskaper i hebreiska och religiösa principer var tillfredsställande, men i sekulära ämnen var han helt okunnig.
Vid tretton års ålder sändes han till Telz och senare till Slobodka där två välkända Talmud-skolor fanns. Vid denna tid rådde en renässans för hebreisk litteratur och försök gjordes av många judiska författare att introducera västlig lärdom till Rysslands judar. På detta sätt kom Ginsberg i kontakt med europeiska idéer, vilket ingav honom större lust till sekulär kunskap.
Hans far hade tidigare emigrerat till Liverpool och startat en tobaksfabrik, och när Ginsberg var 15 år flyttade han med sin mor och sina systrar dit. Då det var tveksamt om han hade tillräckliga kunskaper för att utbilda sig vidare i England, arbetade han i sin fars affärsrörelse och förkovrade sig på sin fritid. 1907 genomgick han dock med framgång intagningsprovet till Londonuniversitetet, men var av olika skäl tvungen att avbryta studierna. Han arbetade därpå som kontorist på en klädfabrik och senare vid en verkstad.
Till slut fick han en tjänst som lärare vid en liten högskola i Margate där han blev kvar till 1910. Därefter fick han ett stipendium som gjorde det möjligt för honom att studera vid Londonuniversitetet under två år, bl.a. med lärare som C. Dawes Hicks och Leonard Trelawny Hobhouse. 1912 tog han en kandidatexamen i filosofi och sociologi. 1913 blev han anställd som Hobhouses assistent vid London School of Economics.
Vid LSE sysslade Ginsberg mest med sociologi och statsvetenskap. Samtidigt fortsatte han sitt arbete inom filosofin. Han lärde sig också tyska och franska och studerade vid sidan om ämnen som biologi, kemi och fysik. 1914 tog han en magisterexamen på en uppsats om Malebranche kompletterad med hans översättning av dennes Discourses on Metaphysics.

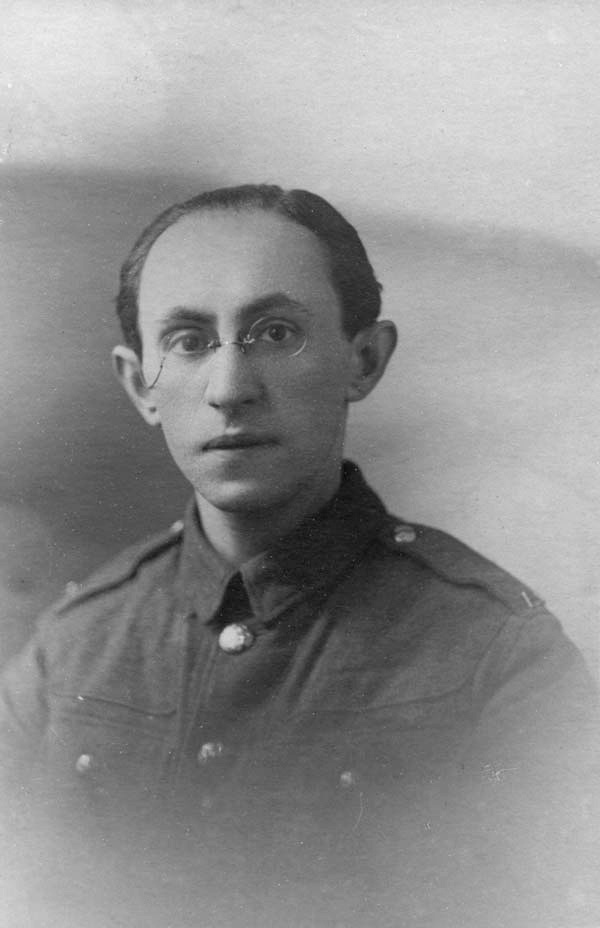
Ginsberg i militäruniform 1918

Han blev utsedd till lektor i filosofi vid University College London, där han gav kurser i modern filosofihistoria, logik och samhällsfilosofi. Vid LSE föreläste han om sociologi, etik och politisk idéhistoria. 1921 publicerade han The Psychology of Society som skulle komma att översättas till många språk och utkomma i otaliga upplagor. 1930 efterträdde han Hobhouse på Martin White-professuren i sociologi vid London School of Economics. Ginsbergs Sociology från 1934 beskrivs i en dödsruna som "troligen den bästa introduktionen till ämnet som någonsin skrivits".

## Idéer
Några av de teman som hade framträdande plats i Ginsbergs arbete var:
1. Sociologers sociala ansvar, som han betraktade i ljuset av ett mera allmänt problem inom kunskapssociologi. Han ansåg att det fanns ett skriande behov av att göra mera omfattande undersökningar av sambanden mellan fakta- och värdefrågor, speciellt gentemot relativistiska åskådningar som hävdar att sociala konflikter har sitt ursprung i fundemantala skillnader i synen på moral.
2. Det andra huvudtemat var frågan om vad han kallade "Förnuft och oförnuft" i människans natur och i samhället. Han kritiserade den traditionella synen som ofta framförts alltifrån Aristoteles till Hume och Bertrand Russell, som säger att förnuftets huvudfunktion ligger i tydliggörandet, systematiseringen och kontrollen av impulser och känslor och upptäckten av medel till deras tillfredsställande. Ginsberg ansåg att förnuft och känslor inte skall ses som motsatser, eller förnuftet som passionernas slav, utan att förnuftet kan spela en viktig roll i att motivera handling och att styra känslor och konation.
Han var kontinuerligt sysselsatt med att undersöka förnuftets roll i etiken. Hans ståndpunkt har ibland blivit missuppfattad. Han kartlade och analyserade moralens diversitet bland olika samhällen, och mellan grupper och individer, men gjorde en klar åtskillnad mellan dessa studier och åsikten att etiken måste vara helt relativ. Därför tog han strid med de som förde fram en emotiv teori om etik och de som var influerade av relativistiska kulturantropologer. Ginsberg ansåg att kulturell relativism inte medförde moralisk relativism, vilket ibland användes som ett fågelskrämmeargument.
Han förde fram en "objektivistisk" etisk teori i traditionen från Platon, Aristoteles, John Stuart Mill, Henry Sidgwick och L. T. Hobhouse. Detta ledde honom till hävdandet att "värde", "plikt", "god" och "ond", är termer som inte vidare kan reduceras vidare eller hänvisas till varandra. Han använder sig också av en uppfattning om stadier av moralisk utveckling och föreslår kriterier för att bedöma dessa. Med hjälp av dessa kriterier blir det möjligt att upptäcka uppenbara skillnader mellan olika samhällen i den moderna världen. Han såg tydligt att det inte finns någon slutpunkt i dessa frågor, och att förutsättningar, omständigheter och samhällen förändras, vilket innebär framsteg och tillbakagångar.

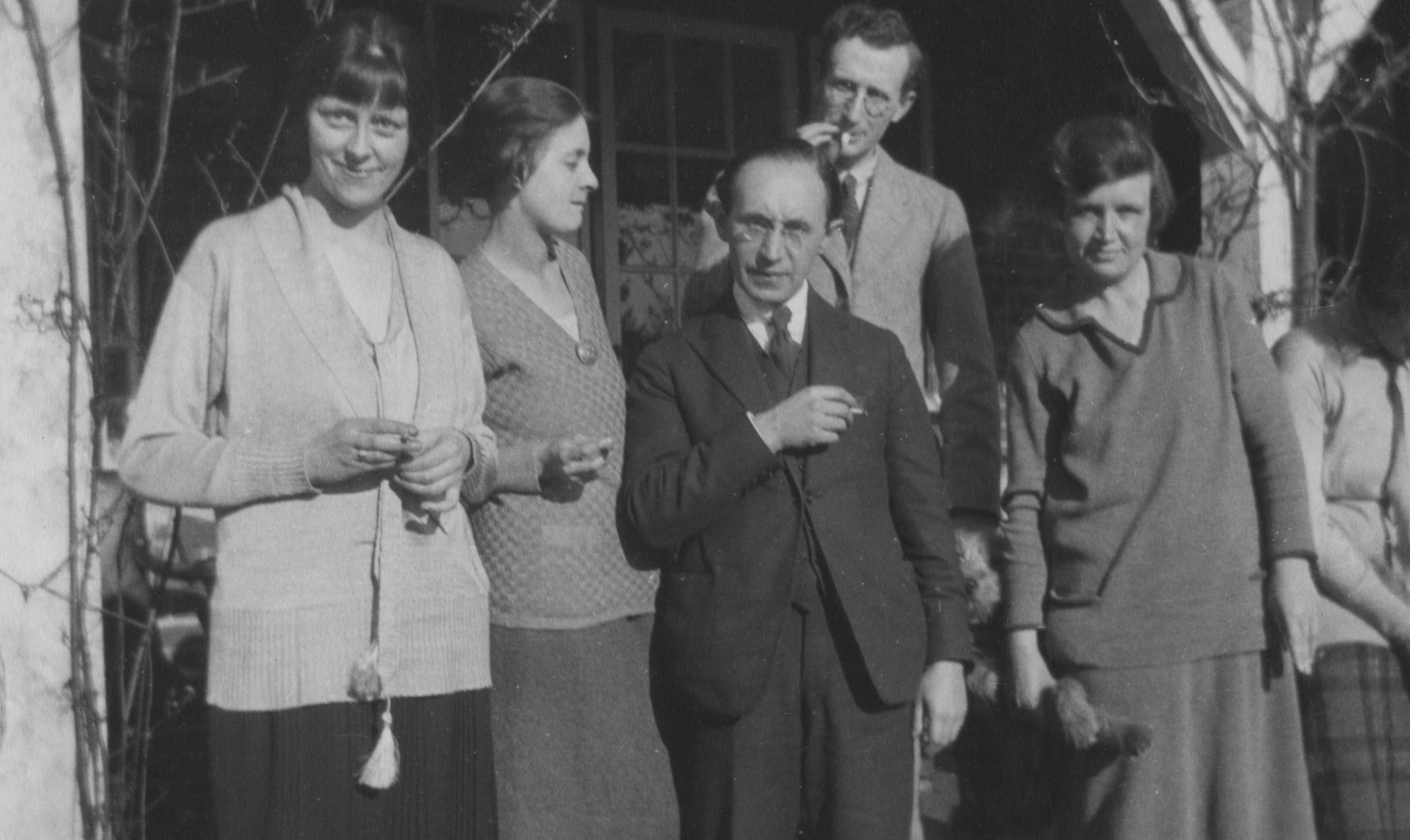
Ginsberg med studenter

3. Ginsberg var också intresserad av rättvisans natur och dess förhållande till jämlikhet, och den vidhängande frågan om lagen som en alltmera viktig agent när det gäller social förändring och reform. Straffens etik och den individuella moraliska frihetens komplexa natur och dess koppling till lagliga tvång behandlas i On Justice in Society (1965), som han avslutar på detta sätt: "Tre frågor måste ställas (a) Är användandet av våld nödvändigt eller kan det sökta målet nås genom övertalning eller frivilliga överenskommelser? (b) Kan det sökta målet nås genom tvång eller beror dess värde på att det eftersöks fritt och spontant? Dessa frågor måste ställas vid varje ansträngning att skilja mellan rättigheter och plikter som kräver och tillåter laglig genomdrivning och rättigheter och plikter som bäst förverkligas genom moraliska medel; d.v.s. genom inre övertygelse och fri acceptans."
4. Ett ytterligare genomgående tema in hans arbete var framhållandet av en liberal anda. Han ställde detta mot fanatism, impulsivitet och "totalitarism". Han var för redlighet, kylighet, reflektion och återhållsamhet när det gällde omdömen. Hans syn på olika problem var alltigenom appollonisk, och han misstänkte det dionysiska temperamentet, även om han förstod dess natur och kraftpotential. I "The Idea of Progress" sade han: "Den liberala andan karakteriseras av en avsky för fanatism, en större benägenhet att räkna kostnaden i termer av mänsklig lycka och mänskliga liv, en djupare medvetenhet om våldets effekter, både på dem som använder sig av det och dem som drabbas av det."